# Akebia
Akebia, zu deutsch auch Akebie ist eine Pflanzengattung in der Familie der Fingerfruchtgewächse (Lardizabalaceae). Die etwa fünf Arten gedeihen in gemäßigten Gebieten in Bergwäldern in Ostasien (China, Korea und Japan).

## Beschreibung

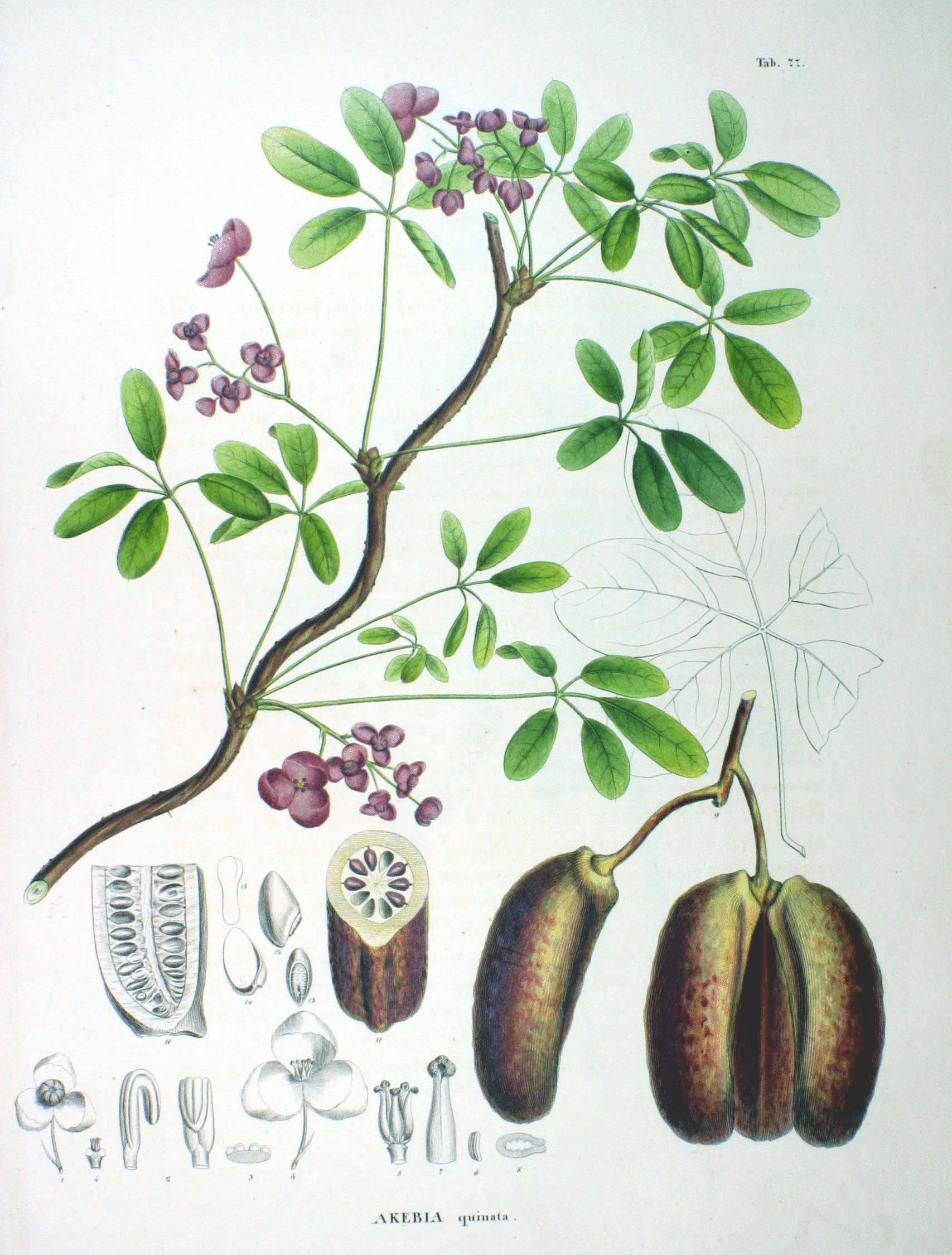
Illustration der Fingerblättrigen Akebie (Akebia quinata)

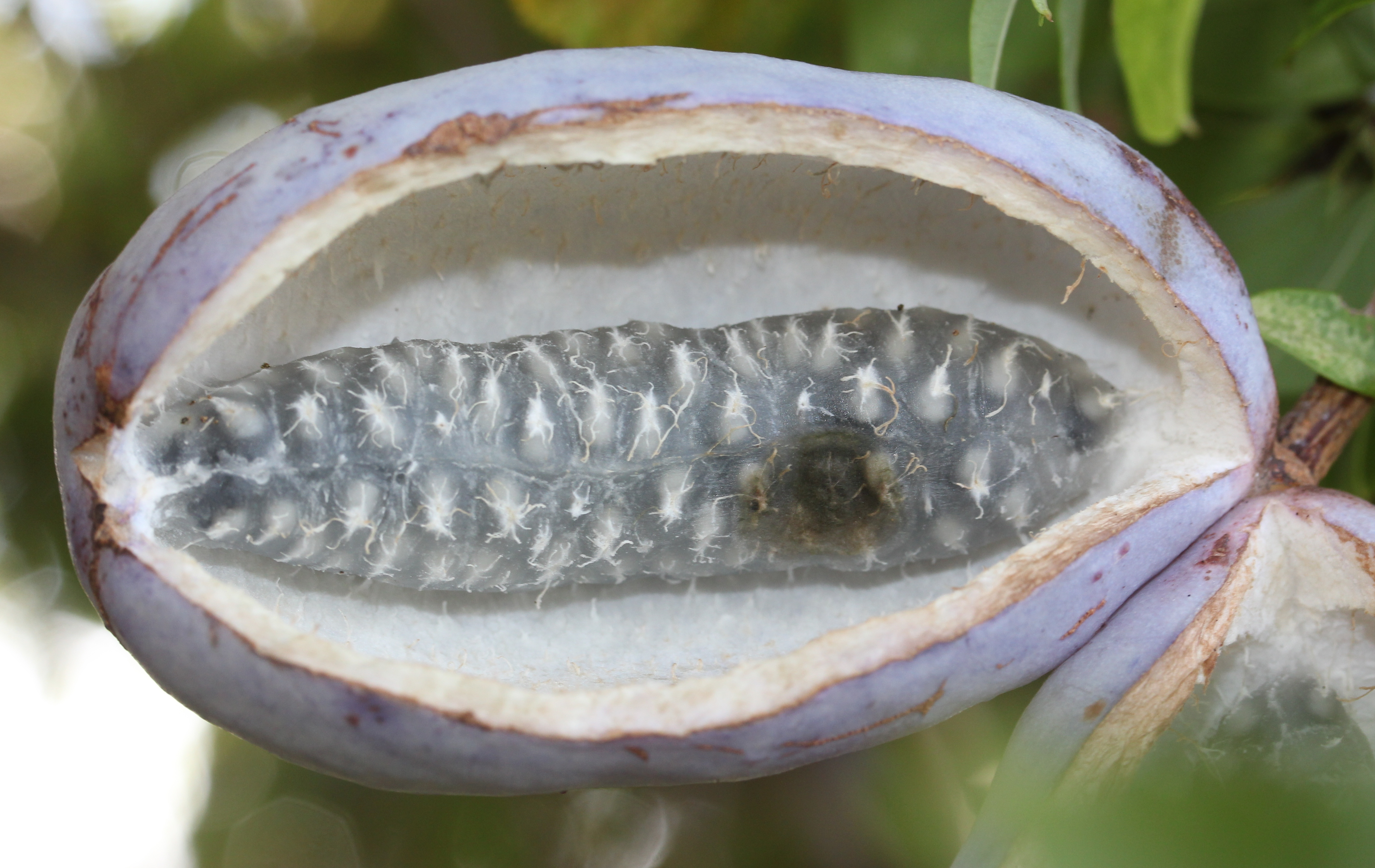
Offene Frucht mit Samen der Fingerblättrigen Akebie (Akebia quinata)

### Vegetative Merkmale
Akebia-Arten sind verholzende, laubabwerfende oder halbimmergrüne schlingende und Kletterpflanzen. Die mehrere Meter langen Sprossachsen sind windend.
Die wechselständig oder büschelig in Kurztrieben angeordnet Laubblätter sind in Blattstiel und -spreite gegliedert. Die Blattstiele sind relativ lang. Die Blattspreiten sind handförmig zusammengesetzt oder gefiedert. Die gestielten Blättchen sind ganzrandig bis leicht buchtig oder grob gezähnt.

### Generative Merkmale
Akebia-Arten sind einhäusig getrenntgeschlechtig (monözisch). Die seitenständigen, meist traubigen Blütenstände besitzen Tragblätter. Die größeren weiblichen Blüten erscheinen einzeln oder zu zweit an der Basis der gemischten Blütenstände.
Die Blüten sind oft protogyn, also vorweiblich. Die funktionell eingeschlechtlichen und dreizähligen, rötlich-purpunen bis grünlich-weißen Blüten besitzen eine einfache Blütenhülle. Es sind drei bis sechs Kelchblätter vorhanden. Kronblätter fehlen. Die Staubblätter mit kurzen Staubfäden und großen Antheren oder die Staminodien sind frei. Die oberständigen, bis zu neun (zwölf) Stempel oder die Pistillode sind frei. Es sind keine Nektarien vorhanden.
Die Balgfrüchte enthalten viele Samen. Die Samen besitzen teils einen kleinen Arillus.

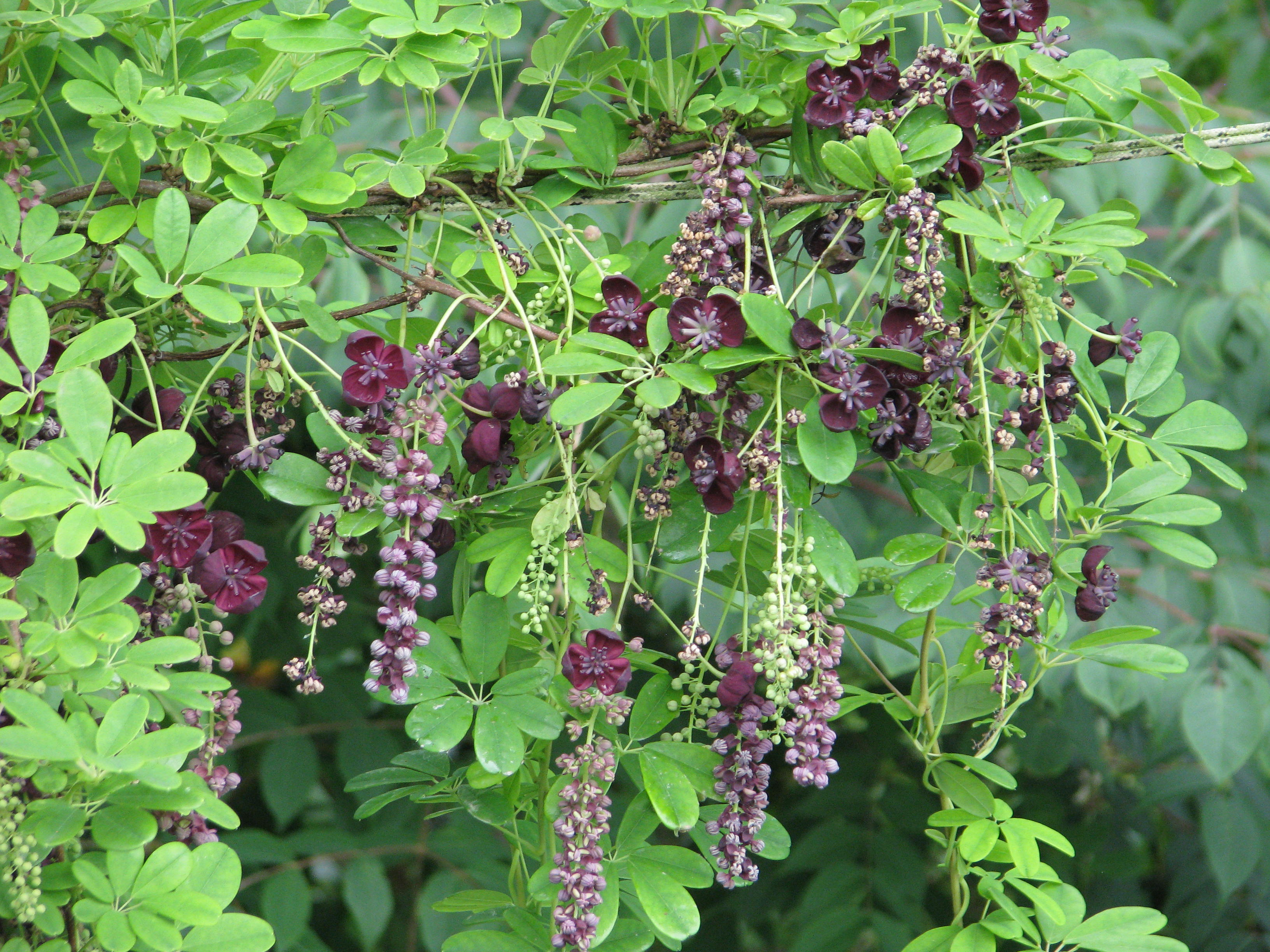
Laubblätter und Blütenstände von Akebia longeracemosa

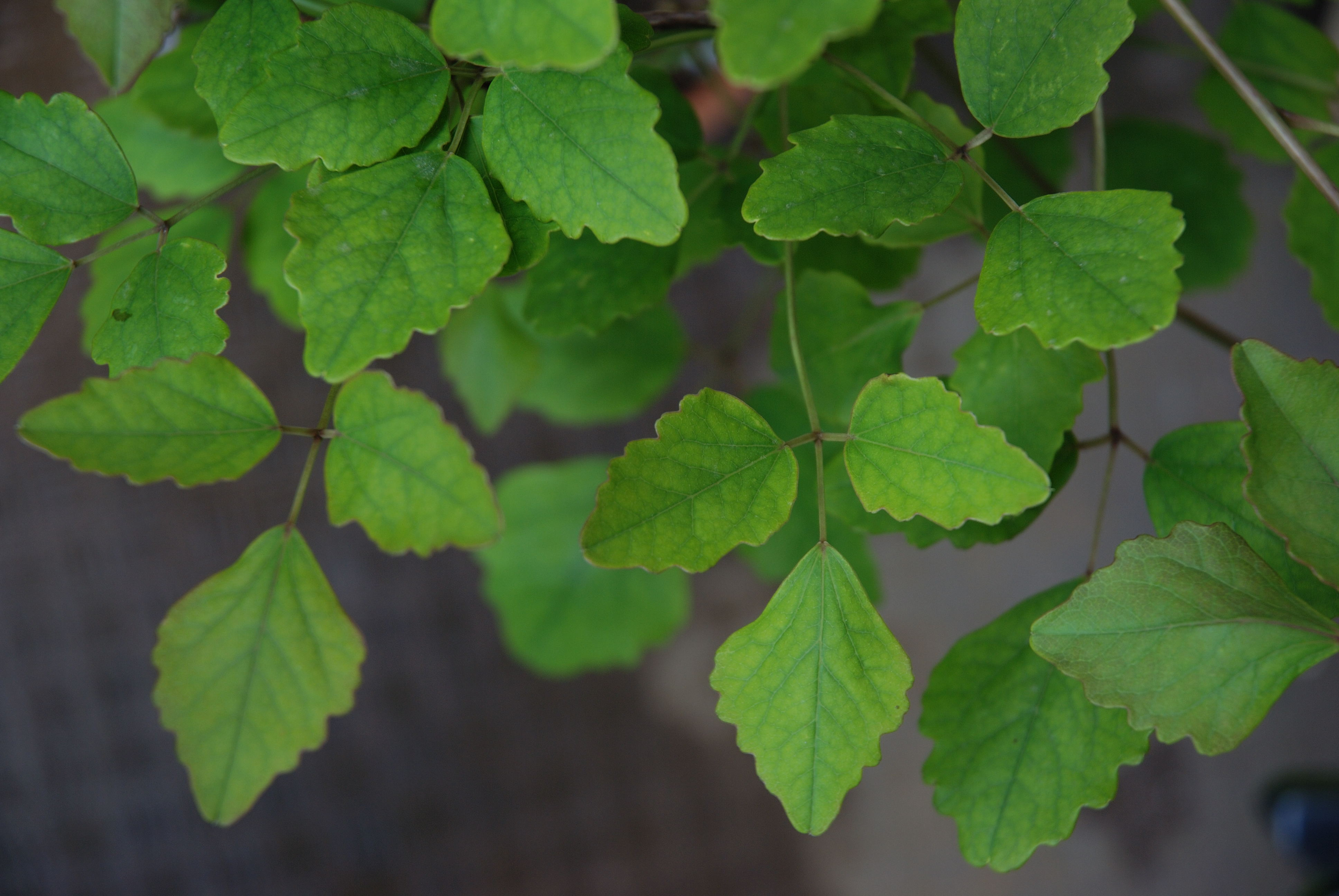
Laubblätter der Kleeblättrigen Akebie (Akebia trifoliata) mit den namensgebenden drei gestielten Fiederblättern

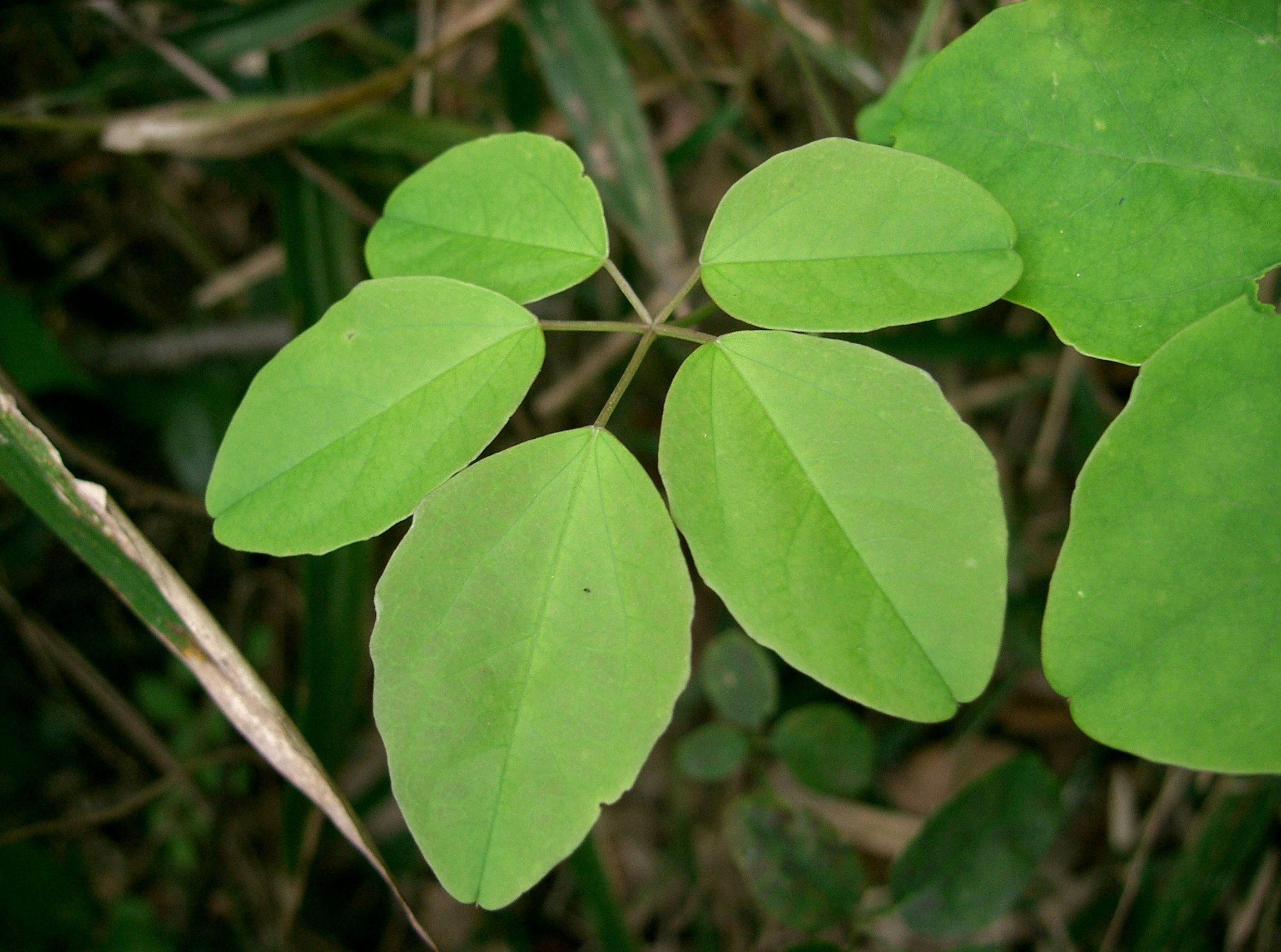
Laubblatt von Akebia ×pentaphylla mit den namensgebenden fünf gestielten Fiederblättern

## Systematik und Verbreitung
Die Gattung Akebia wurde 1837 durch Joseph Decaisne in Comptes Rendus Hebdomadaires des Séances de l'Académie des Sciences, 5, Seite 394 aufgestellt. Lectotypusart ist  Akebia quinata (Houtt.) Decne.
Ein Synonym für Akebia Decne. ist Archakebia C.Y.Wu, T.C.Chen & H.N.Qin.
In der Gattung Akebia gibt es seit 2012 etwa fünf Arten und eine Naturhybride:
- Akebia apetala (Quan Xia, J.Z.Sun & Z.X.Peng) Christenh. (Syn.: Holboellia apetala Quan Xia, J.Z.Sun & Z.X.Peng, Archakebia apetala (Quan Xia, J.Z.Sun & Z.X.Peng) C.Y.Wu, T.C.Chen & H.N.Qin): Diese Neukombination erfolgte 2012. Sie gedeiht in Höhenlagen von 500 bis 1000 Metern in den chinesischen Provinzen im Wen Xian im nördlichen Sichuan, im südwestlichen Shaanxi (nur im Lüeyang Xian sowie Mei Xian) und im südlichen Gansu vor.[1][2]
- Akebia chingshuiensis T.Shimizu: Sie gedeiht in lichten Wäldern im Gebirge aus Kalksteinhügeln in Höhenlagen von 1500 bis 2400 Metern nur Taiwan.[2]
- Akebia longeracemosa Matsumura: Sie gedeiht in immergrünern Wäldern an Berghängen in Höhenlagen von 300 bis 1600 Metern im zentralen Taiwan und in den chinesischen Provinzen Fujian, nördlichen Guangdong sowie südlichen Hunan.[2]
- Akebia longisepala (H.N.Qin) Christenh. (Syn.: Akebia trifoliata subsp. longisepala H.N.Qin[2]): Sie hat 2012 den Rang einer Gattung erhalten. Dieser Endemit gedeiht in Höhenlagen von 600 bis 800 Metern nur im Wen Xian im südöstlichen Gansu vor.[1][2]
- Fingerblättrige Akebie (Akebia quinata (Houtt.) Decne., Syn.: Akebia micrantha Nakai): Es sind keine Subtaxa mehr anerkannt. Sie kommt in weiten Teilen Chinas, in Korea und Japan vor.[2] Sie ist in vielen Ländern ein Neophyt.[1]
- Kleeblättrige Akebie (Akebia trifoliata (Thunb.) Koidz., Syn.: Akebia chaffanjonii H.Lév., Akebia chingshuiensis T.Shimizu, Akebia clematifolia Siebold & Zucc., Akebia lobata Decne., Akebia quercifolia Siebold & Zucc., Akebia sempervirens Nakai, Akebia trifoliata subsp. australis (Diels) T.Shimizu, Akebia trifoliata var. australis (Diels) Rehder, Akebia trifoliata var. clematifolia (Siebold & Zucc.) Nakai, Akebia trifoliata var. honanensis T.Shimizu, Akebia trifoliata var. integrifolia T.Shimizu, Akebia trifoliata var. litoralis Konta & Katsuy.): Es sind keine Subtaxa mehr anerkannt.[1] Sie kommt in China, Taiwan und Japan vor.[1]
- Akebia ×pentaphylla Makino (Akebia trifoliata × Akebia quinata): Sie kommt in Japan vor.[1]

## Nutzung
In den gemäßigten Gebieten werden sie aufgrund ihrer langen Laubhaftung und ihres schnellen Wachstums nach 2 bis 3 Jahren als pflegeleichte Zierpflanze zur Fassadenbegrünung verwendet.
Fingerblättrige und Kleeblättrige Akebie werden im Handel auch als Fingerblättrige Klettergurke und aufgrund des Duftes als Schokoladenwein bezeichnet. Sie wachsen bevorzugt an warmen, geschützten, sonnig bis halbschattigen Orten. Sie benötigen einen nährstoffreichen, gut drainierten Boden und genügend Feuchtigkeit. Sie erreichen Wuchshöhen von 5 bis 10 Metern.
Die 5 bis 10 Zentimeter langen, rosa- bis purpurfarbenen und recht skurril aussehenden Früchte von Akebia quinata bieten nach dem Aufspringen Samen mit essbaren gallertartigen Samenmänteln (ähnlich Passiflora) mit süßlichem Geschmack. Sie werden in Asien roh verzehrt. Die Laubblätter können als Tee verwendet werden und die Rinde gilt als Heilmittel.